# Steilvisur
Als Steilvisur bezeichnet der Geodät und Bauingenieur eine steil nach oben oder unten geneigte Zielung zu einem Messpunkt. In der Fachsprache sind damit Höhen- bzw. Tiefenwinkel über etwa 30° gemeint (Zenitdistanz unter 60° oder über 120°).
Abgesehen von der unbequemen Körperstellung beim Zielen und Ablesen des Theodolits haben Steilvisuren – die allerdings im Hochgebirge unvermeidlich sind – noch andere Nachteile:
- der Einfluss des Kippachs- und Stehachsfehlers kann erhebliche Werte erreichen; wenn man diesen Einfluss unter der Messgenauigkeit halten will (beim Sekundentheodolit 1–3" oder < 1mgon), muss man in beiden Kreislagen und mit gutem Neigungssensor oder Reiterlibelle arbeiten
- die Reduktion der Distanzmessung auf die horizontale Strecke hängt von der Messgenauigkeit des Höhenwinkels ab.

In der Landesvermessung bevorzugt man daher flache Visuren, insbesondere im Grundlagennetz Erster Ordnung. Wenn die trigonometrischen Punkte auf etwa gleich hohen Bergen liegen, ist dies auch für die oft störende Luftunruhe vorteilhaft.
Bei der Zeit- und Winkelmessung nach Gestirnen – also in der Astrometrie und der Geodätischen Astronomie – herrschen naturgemäß Steilvisuren vor. Hier sind für große Spezialinstrumente besonders genaue Reiter- und Hängelibellen in Gebrauch, die direkt auf der Kippachse angebracht werden. Ein Vorteil steiler Sternvisuren ist jedoch, dass die Astronomische Refraktion kaum Abweichungen vom Rechenmodell aufweist.